# Louisa d'Havé

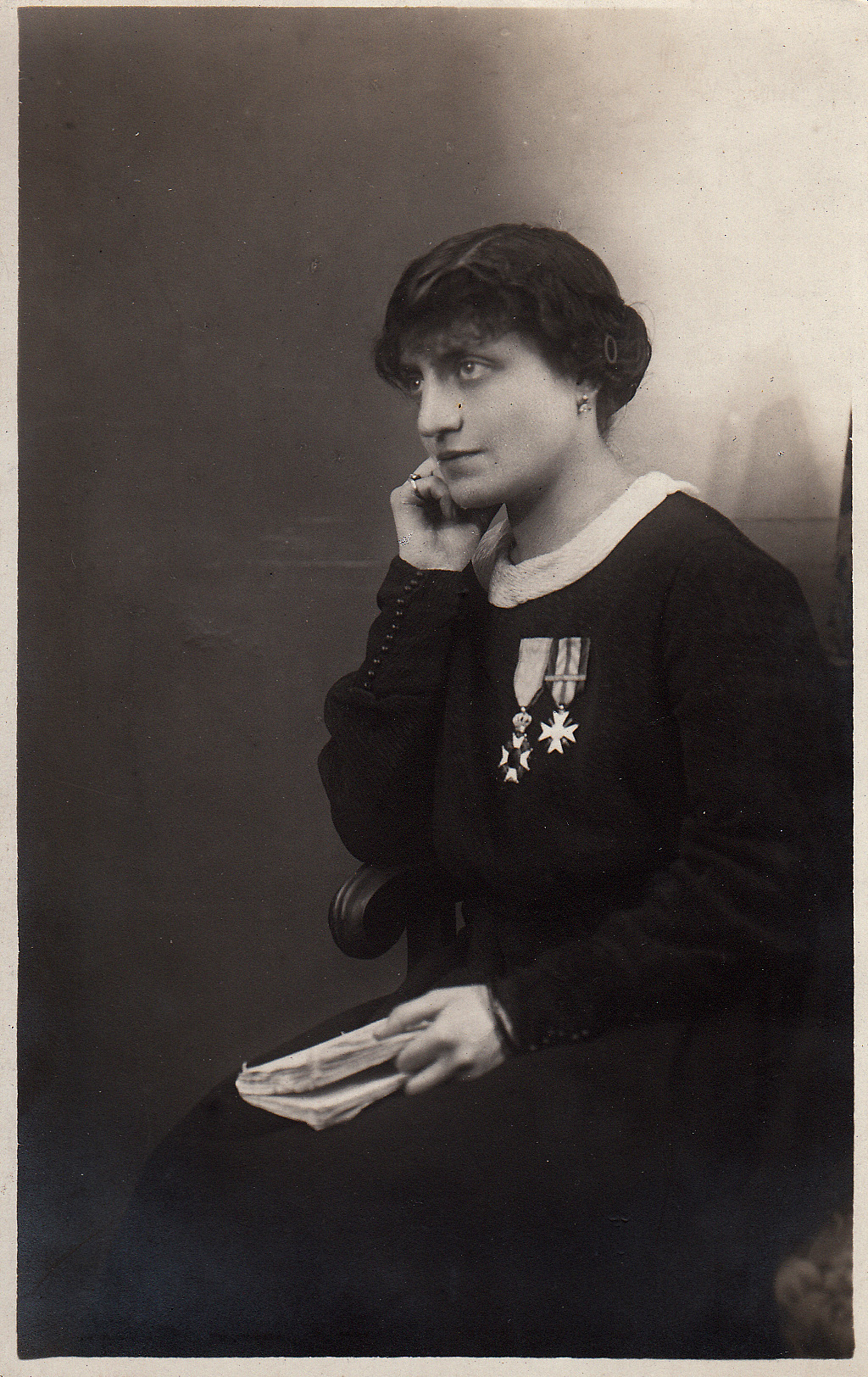
Louisa d'Havé in 1920

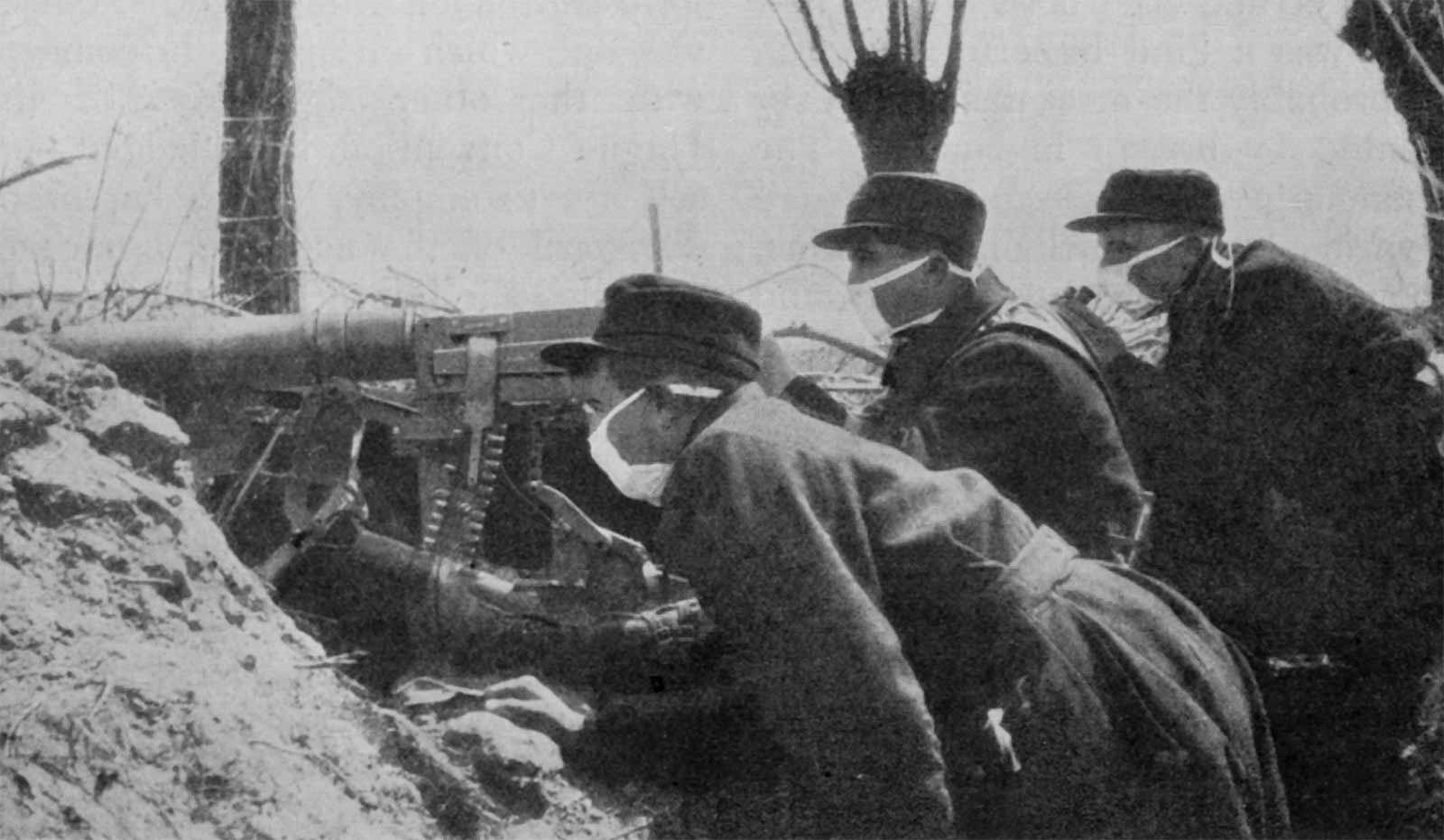
Belgische soldaten met vroege gasmaskers tijdens de Eerste Wereldoorlog

Louisa d'Havé (Gent, 13 juli 1894 – Brussel, 20 juli 1966) was een Belgische spionne die tijdens de Eerste Wereldoorlog geheime Duitse militaire informatie en voorwerpen vanuit bezet België aan de Belgische Militaire Inlichtingendienst bezorgde.
Toen het Belgische leger op 16 april 1915 zijn infanterie-eenheden waarschuwde voor een Duitse gasaanval was dat voor een belangrijk deel te danken aan de informatie en de voorwerpen die zij had gesmokkeld, waaronder een prototype van het eerste Duitse gasmasker. De eerste Duitse gasaanval vond effectief een week later plaats, op 22 april 1915.

## Achtergrond
Louisa was een dochter van de Gentse textielfabrikant Théophile d’Havé. Toen het Duitse leger op 4 augustus 1914 België binnenviel was Louisa zwanger, maar niet getrouwd of verloofd, waardoor de zwangerschap als maatschappelijk ongewenst werd ervaren. In september 1914 beviel ze van een dochter. Onmiddellijk na de geboorte werd haar kind in een adoptiegezin ondergebracht. Deze traumatische gebeurtenis weerhield Louisa er niet van bij te willen dragen aan de oorlogsinspanningen. Het feit dat vier van haar broers deel uitmaakten van het Belgische leger speelde ongetwijfeld een rol in haar beslissing om spionne te worden.
Twee maanden na haar bevalling vroeg ze aan de Duitse bezetter toestemming om naar het neutrale Nederland te reizen, om grondstoffen aan te kopen voor de textielfabriek van haar vader. De Duitsers gaven hiervoor toestemming, maar vanuit Vlissingen reisde Louisa per ferry door naar Folkestone in Engeland en van daaruit naar Le Havre in Frankrijk, waar op dat moment de Belgische regering in ballingschap verbleef. Louisa bood op het ministerie van Oorlog haar diensten als spionne aan, maar de medewerkers van het ministerie vonden haar te jong en te onervaren en aanvaardden haar aanbod niet. Op haar terugreis kwam een ontgoochelde Louisa echter per toeval in contact met Joseph Mage, de baas van de Belgische Militaire Inlichtingendienst. Hij merkte haar gedrevenheid op en besefte dat haar handelsreizen naar Nederland de ideale dekmantel vormden om informatie en voorwerpen over de Belgisch-Nederlandse grens te smokkelen. Mage rekruteerde Louisa als 'agente 40B'. Toen ze terug thuiskwam overhaalde ze haar vader om mee te doen, waarop hij 'agent 45B' werd. Louisa en haar vader kregen van Mage de opdracht om het vertrouwen van de Duitsers te winnen en zo geheime militaire informatie te weten te komen.

## De textielfabriek in Sint-Amandsberg
De textielfabriek van Théophile d'Havé was gelegen in de Grondwetlaan in Sint-Amandsberg. Joseph Mage gaf Louisa en haar vader toestemming om te produceren voor het Duitse leger, zodat ze hun opdracht optimaal konden uitvoeren. Louisa moest immers de militaire informatie en een exemplaar van alle voorwerpen die in opdracht van het Duitse leger in de fabriek werden gemaakt naar Vlissingen smokkelen. Dat was een riskante onderneming, want een spion die werd betrapt riskeerde te worden doodgeschoten. Vanuit Vlissingen bezorgde een tussenpersoon van de Belgische Militaire Inlichtingendienst de gesmokkelde informatie en voorwerpen aan Mage in Folkestone. Mage bezorgde de informatie en voorwerpen op zijn beurt aan het militair hoofdkwartier van het Belgische leger in Houtem, bij Veurne.

### Zandzakken en beschuldigingen van collaboratie
Théophile d'Havé produceerde in eerste instantie kledij voor het Duitse leger, iets wat ook andere Gentse textielfabrikanten deden. Hij onderscheidde zich echter snel door op grote schaal zandzakken te maken, die dienden om de Duitse loopgraven te versterken. De stukken stof voor de zandzakken werden door naaisters thuis of op straat aan elkaar genaaid. Schrijfster Virginie Loveling beschreef in haar oorlogsdagboek hoe de naaisters met de nek werden aangekeken als ze op straat zandzakken naaiden. Door de samenwerking met de Duitsers dachten de Gentenaars uiteraard dat de familie d'Havé collaboreerde. Ook de Duitsers zelf dachten dat de familie d'Havé collaboreerde, zo blijkt uit de boeken die de Duitse soldaat Heinrich Wandt na de oorlog schreef.

### De smokkel van het eerste Duitse gasmasker
Doordat het Duitse leger nagenoeg geen terreinwinst meer boekte aan het westfront, besloot de Duitse legertop om een aanval met chloorgas uit te proberen. De Duitsers kozen de textielfabriek van Louisa's vader uit om de eerste Duitse gasmaskers te laten maken. Dat gasmasker was in feite een stoffen mondmasker dat in een neutraliserende stof vochtig moest worden gehouden in een waterdicht zakje dat de Duitse soldaten op hun borst droegen.
Eind januari 1915 smokkelde Louisa een prototype van het mondmasker naar Vlissingen. Omdat Louisa niet wist wat het voorwerp was en waarvoor het moest dienen, besloot de tussenpersoon van de inlichtingendienst om het voorwerp niet naar Mage in Folkestone te brengen.
In februari 1915 smokkelde Louisa een waterdicht zakje naar Vlissingen. Ook nu wist ze niet wat het voorwerp was en waarvoor het moest dienen. Ze kon wel meegeven dat de Duitsers 5.000 exemplaren van dit voorwerp lieten maken. Die werden in de textielfabriek door Duitse soldaten in plaats van door ervaren Gentse textielarbeiders gemaakt. Door gebrek aan technische ervaring werd de initiële leveringsdatum niet gehaald. Louisa stelde vast dat de Duitse soldaten zelf niet wisten waarvoor het voorwerp moest dienen. Ze liet aan de inlichtingendienst ook weten dat de katoenen zakjes, die langs de binnenkant werden bestreken met rubber, in het veldgrijs werden gemaakt, dezelfde kleur als de Duitse soldatenuniformen. Dit kon er op wijzen dat de voorwerpen zouden worden ingezet aan het front. In maart 1915 informeerde Louisa de inlichtingendienst dat de Duitsers 7.000 extra exemplaren lieten maken. Ze had echter nog steeds niet kunnen achterhalen waarvoor de zakjes moesten dienen.
In april 1915 gaf Louisa zelf duidelijkheid over het mondmasker en het waterdichte zakje. Ze informeerde de inlichtingendienst over de productie van 20.000 mondmaskers, zoals eind januari al een aantal exemplaren waren geproduceerd en wist te zeggen wat de relatie was tussen het mondmasker en het waterdichte zakje. Een Duitse officier had haar ondertussen verteld waarvoor de beide voorwerpen moesten dienen: als beschermingsmiddel tegen gasaanvallen van de vijand. De uitleg van die officier was niet helemaal correct, maar desalniettemin besefte de tussenpersoon van de inlichtingendienst dat het voorwerp dat hij eind januari van Louisa had gekregen wel degelijk belangrijk was en hij bezorgde het mondmasker alsnog aan Mage.

## De eerste Duitse gasaanval
De verschillende puzzelstukken vielen nu snel in elkaar. De voorwerpen en informatie die Louisa aan de inlichtingendienst bezorgde werden aangevuld met informatie over Duitse eenheden die een opleiding kregen in het gebruik van gascilinders en informatie over gascilinders die ingegraven werden in de Duitse loopgraven ten noorden van Ieper, vlak tegenover de Franse stellingen. Daarnaast was er ook een Duitse krijgsgevangene die zijn mond had voorbijgepraat over een mogelijke gasaanval. De Belgische Militaire Inlichtingendienst was nu vrijwel overtuigd van de komst van een grote Duitse gasaanval. De bezorgdheid van de Belgische legerleiding was alleszins groot genoeg om de fronttroepen hierover op 16 april 1915 te waarschuwen. Het Belgische leger ging echter niet over tot een preventieve tegenaanval, omdat ze hier de middelen niet voor hadden en omdat ze er in verhouding tot het Franse leger duidelijk minder strategisch belang bij hadden. De waarschuwing van 16 april 1915 belandde ook op de militaire hoofdkwartieren van de Fransen, de Britten en de Canadezen, maar leidde ook bij hen niet tot preventieve maatregelen. Het Franse leger had op 14 april nochtans, via de Duitse overloper August Jäger, zelf al gedetailleerde informatie ontvangen over een mogelijke gasaanval, maar de Fransen betrouwden die informatie niet.
Op 22 april 1915 lanceerden de Duitsers tussen Steenstrate en Langemark een aanval met chloorgas. Duizenden gascilinders werden opengedraaid en een geelgroene wolk dreef over het niemandsland in de richting van de Franse stellingen. De Franse troepen waren volledig verrast en heel wat soldaten raakten bevangen door het chloorgas. De Belgen, die ten noorden van de Franse posities zaten, zagen het gebeuren, maar ondervonden zelf weinig hinder. Toch werden de Belgische troepen verrast door een tweede Duitse gasaanval, in de nacht van 23 op 24 april, waarbij een groot aantal Belgische soldaten chloorgas inademde, waarna ze ziek werden. Bij de volgende gasaanval, op 24 april, waren de Belgische soldaten alvast niet meer verrast. Een deel van hen had ondertussen vernomen dat ze met een doek, gedrenkt in water of urine, hun mond en neus moesten afdekken. Op 25 april werd de productie van gasmaskers voor de bescherming van de Belgische soldaten opgestart. De Duitse aanval verzandde na een aantal dagen, omdat de Duitse legerleiding op voorhand nooit echt geloofde in het militaire succes, waardoor ze voor aanvang van de aanval te weinig reservetroepen had laten aanrukken. Daarbij kwam dat de Belgische artillerie de Duitse troepen hevig onder vuur had genomen. Het strategische resultaat van de Duitse aanvallen was beperkt, maar de menselijke kostprijs hoog. De chloorgasaanvallen luidden het begin in van de snelle ontwikkeling van gas als aanvalswapen aan het front.

## In ongenade
Sommige geallieerde soldaten die tijdens de gasaanvallen door de Duitsers krijgsgevangen waren gemaakt, hadden een mondmasker bij van het type dat de Duitsers in de textielfabriek van Théophile d'Havé hadden laten maken. Daarom beschuldigde kapitein Otto Rau, de Duitse officier die aan het hoofd stond van het Gentse kledijdepot van het Duitse Vierde Leger, het onderdeel van het Duitse leger dat aanwezig was in België en Noord-Frankrijk, Louisa en haar vader van verraad. Rau hield er geen rekening mee dat de geallieerden ook krijgsgevangen hadden gemaakt die in het bezit waren van een mondmasker dat in de textielfabriek van Louisa's vader was gemaakt. Louisa en haar vader slaagden erin om Rau tot bedaren te brengen, maar verloren wel het vertrouwen van de Duitsers. Van nu af aan kreeg Louisa geen toestemming meer om naar Nederland stoffen te gaan kopen. Dat weerhield haar er echter niet van om toch tot eind 1915 meermaals clandestien de grens over te steken, vaak dwars doorheen de clusters van elektrische draden die de Duitsers sinds het voorjaar van 1915 waren begonnen te installeren op de Belgisch-Nederlandse grens, de zogenaamde Dodendraad.
Voor Louisa haar vader werd het allemaal te veel, hij leed eronder dat hij het niet meer voor het zeggen had in zijn eigen fabriek, maar zag vooral af door de beschuldigingen van collaboratie door de Gentenaars. Volgens een kennis van Virginie Loveling zou zelf een van zijn vier zonen die aan het front zat doodsbedreigingen aan zijn vader hebben geuit. Théophile d'Havé overleed eind februari 1916. Het was ironisch dat Duitse soldaten zijn lijkkist moesten beschermen tegen een aantal opgehitste Gentenaars die stenen dreigden te smijten naar zijn kist. Na het overlijden van haar vader bleef Louisa tot aan het einde van de oorlog in ballingschap in Middelburg.

## Moeilijk eerherstel
Op 13 november 1918, twee dagen na Wapenstilstand, wou een woedende menigte Gentenaars wraak nemen op de Gentse collaborateurs, zo ook op de familie d'Havé. Die menigte wou de familiewoning van de familie d'Havé[dode link] vlak bij de Sint-Jorisbrug bestormen, maar het huis werd beschermd door Belgische soldaten die naar daar waren gestuurd door Mage. Een deel van de Gentenaars kon echter moeilijk geloven dat de spionage geen excuus was om de vermeende collaboratie goed te praten. Het oorlogsverhaal van de familie d'Havé kon op weinig bijval rekenen. In maart 1919 verscheen een artikel over de spionage van de familie in de Franstalige krant Le Vingtième Siècle, maar de impact hiervan was beperkt. De tekst van dit artikel werd op de achterkant van de handelscorrespondentie van de textielfabriek gedrukt, om de klanten ervan te overtuigen dat de familie d'Havé niet had gecollaboreerd. Maar de klanten bleven weg, waardoor een kapitaalsinjectie nodig was om te overleven. De Tieltse ondernemersfamilie De Gryse bracht in 1919 kapitaal in, en nam de fabriek enkele jaren later volledig over. Tegen die tijd waren alle leden van de familie d'Havé uit Gent weggetrokken. Louisa vestigde zich in 1919 met haar echtgenoot, Alphonse Clément, in Brussel en startte er een eigen textielgroothandel op.
In februari 1920 werden Louisa en haar vader, postuum, benoemd tot ridder in de Leopoldsorde. Ze kregen ook een Eervolle Vermelding van de Natie en het Burgerlijk Kruis eerste klasse 1914-1918, met zilveren kroon. Naar aanleiding van deze erkenningen verscheen het oorlogsverhaal van Louisa en haar vader onder ander in Het Volk, meteen de eerste keer dat het verhaal in een Nederlandstalige krant verscheen. Maar ook dat artikel zorgde er niet voor dat de Gentenaars de familie d'Havé in hun armen sloten. Haar verhaal kwam in 1934 per toeval nog eens in de nationale media. De gespannen sfeer van de naoorlogse jaren was toen al wat weggeëbd. Louisa zou echter tot aan haar overlijden, in juli 1966, van mening blijven dat ze niet voldoende erkenning kreeg voor wat ze tijdens de Eerste Wereldoorlog had gedaan.

## De Louisa d'Havébrug en haar fietsroute

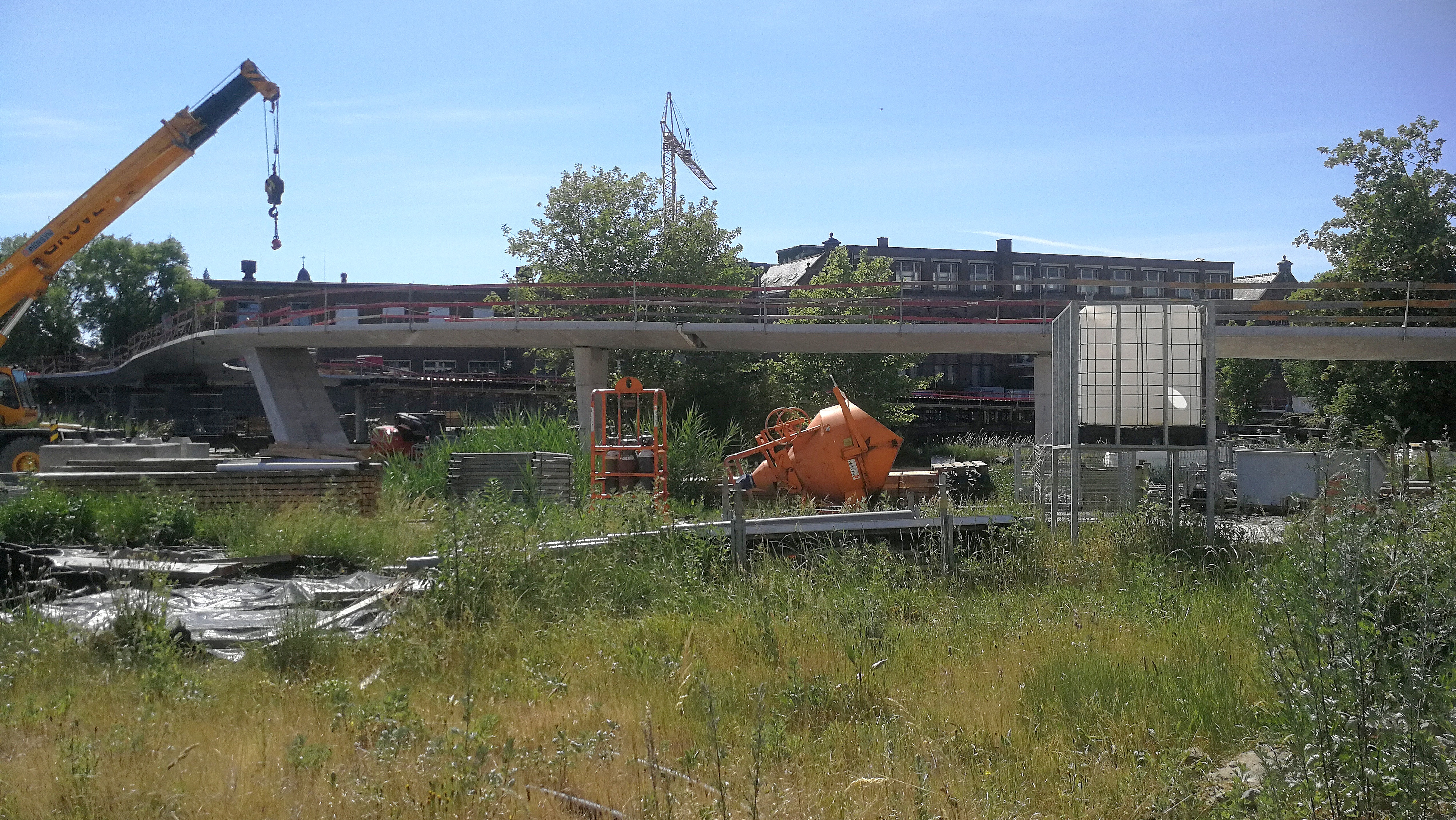
De Louisa d'Havébrug in aanbouw in 2020

In december 2018, honderd jaar na afloop van de Eerste Wereldoorlog, besliste de gemeenteraad van Gent om een nieuw aan te leggen fietsbrug te vernoemen naar Louisa: de Louisa d'Havébrug. De fietsbrug overbrugt de Schelde en verbindt de Stropkaai met de Bellevuewijk en Ledeberg. In mei 2019 vond in bijzijn van de familie van Louisa de eerste spadesteek plaats. De brug werd op 21 september 2020 ingehuldigd in het bijzijn van de familie en in gebruik genomen.
De Louisa d'Havéfietsroute (18 km) doorheen Gent start en eindigt bij de brug.

## Canvas
In de tv-reeks Meer vrouw op straat, dat in maart en april 2020 op Canvas werd uitgezonden, bracht Sofie Lemaire Louisa d'Havé, naast ook Marie Louise Habets en Miss Athléta, onder de aandacht om haar een straatnaam in Gent te geven.

## Galerij

Louisa in ballingschap in 1916
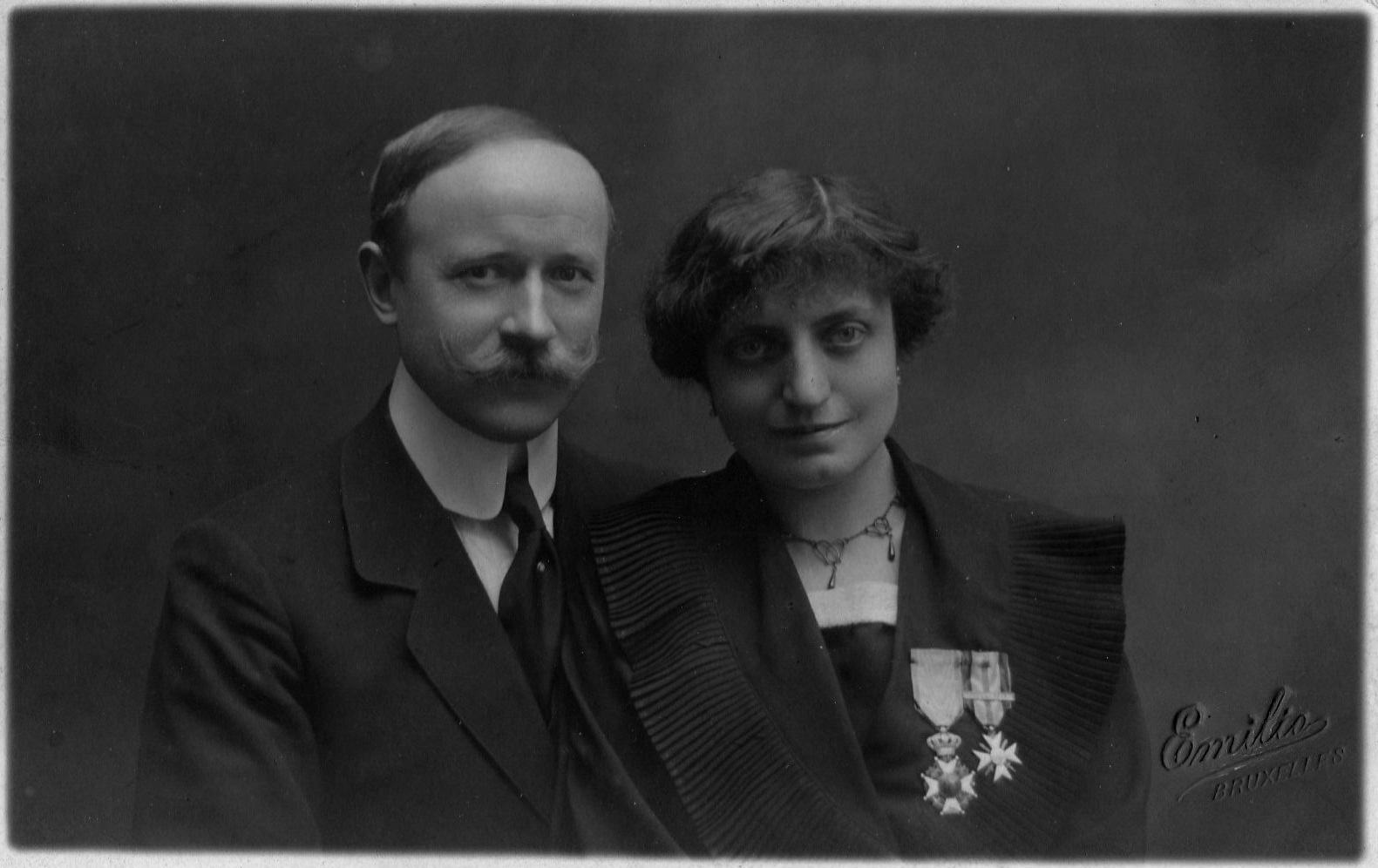
Louisa en echtgenoot Alphonse Clément in 1920
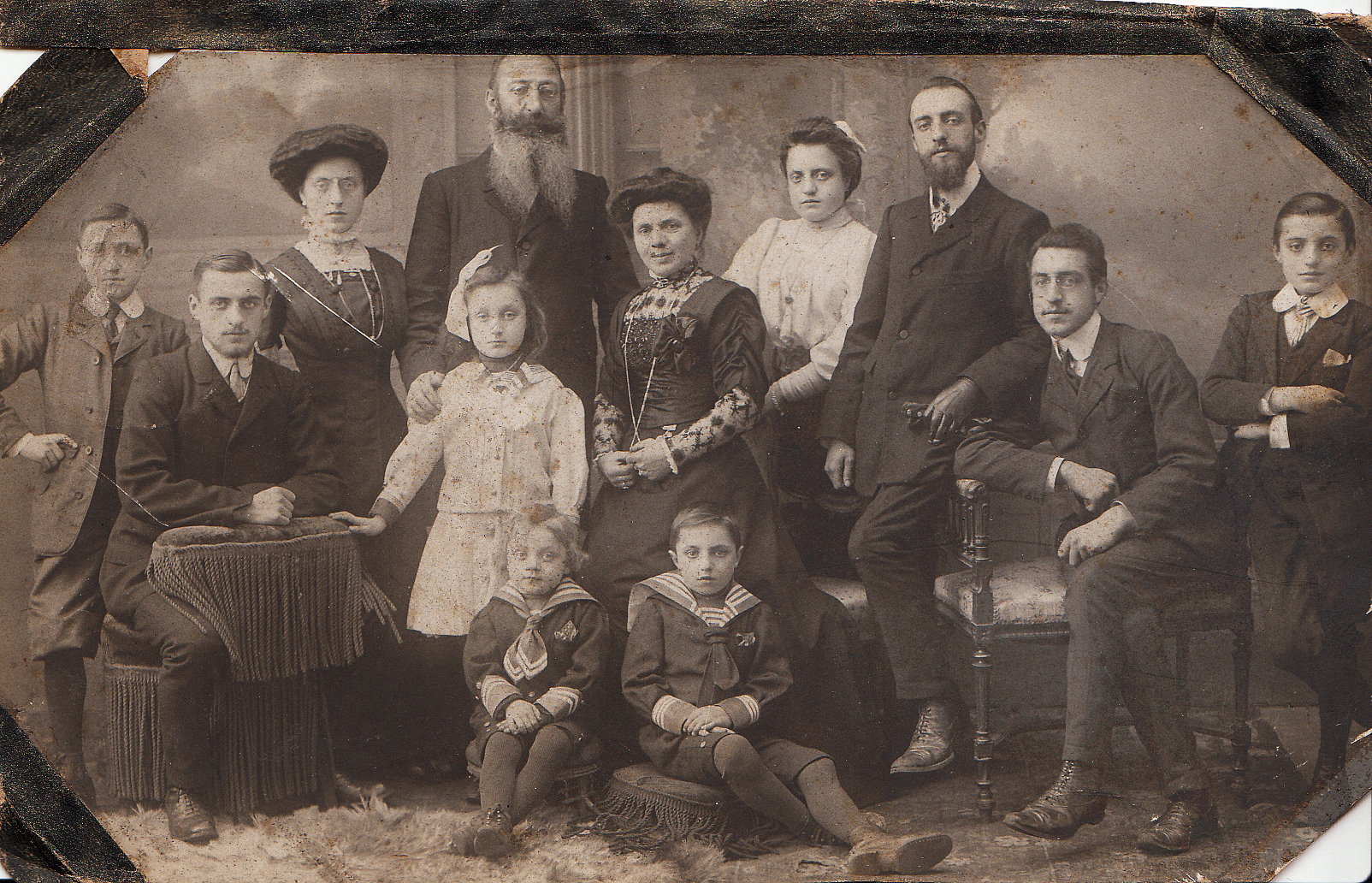
Familie d'Havé rond 1912
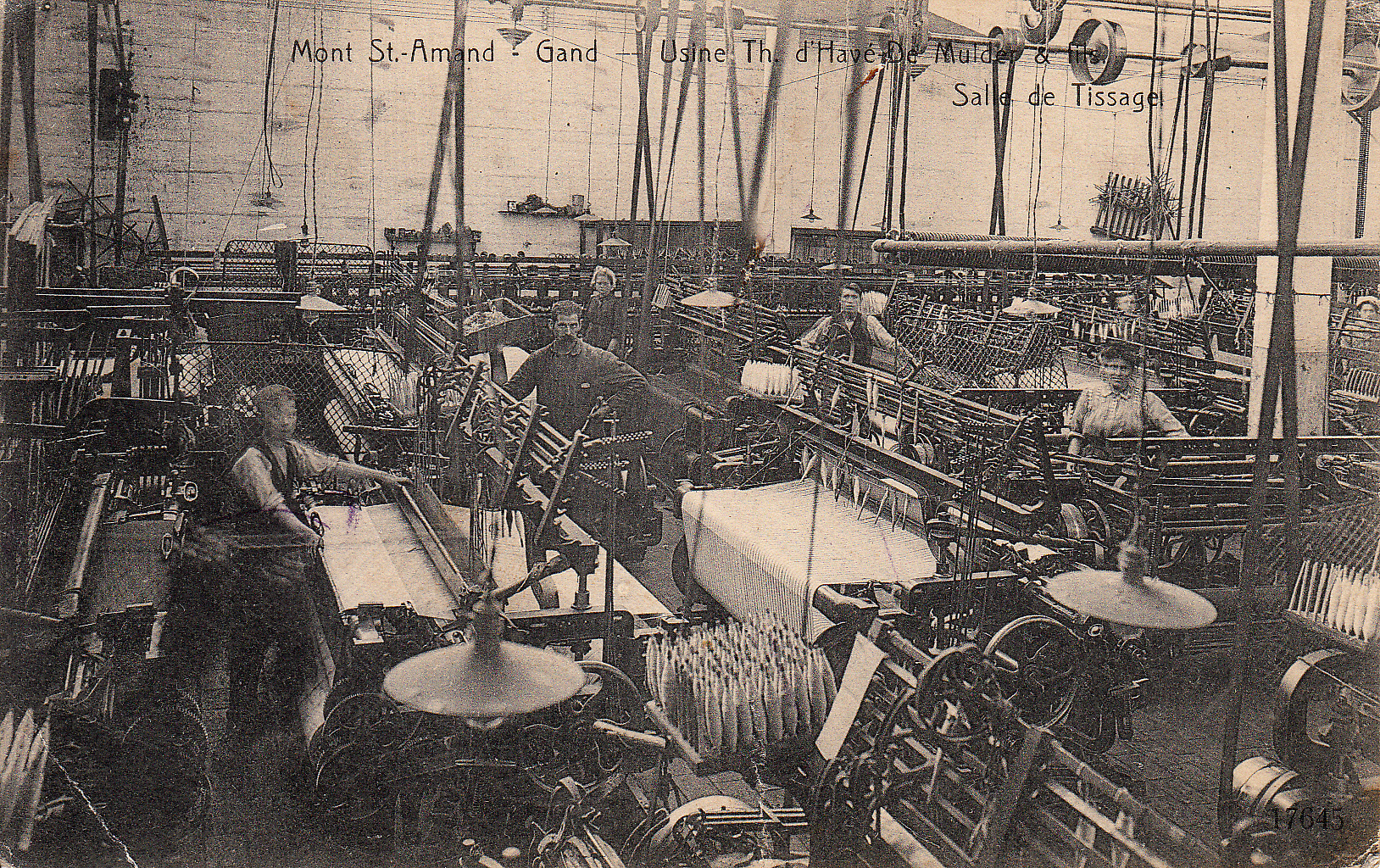
De textielfabriek d'Havé-De Mulder & Fils aan de Grondwetlaan te Sint-Amandsberg
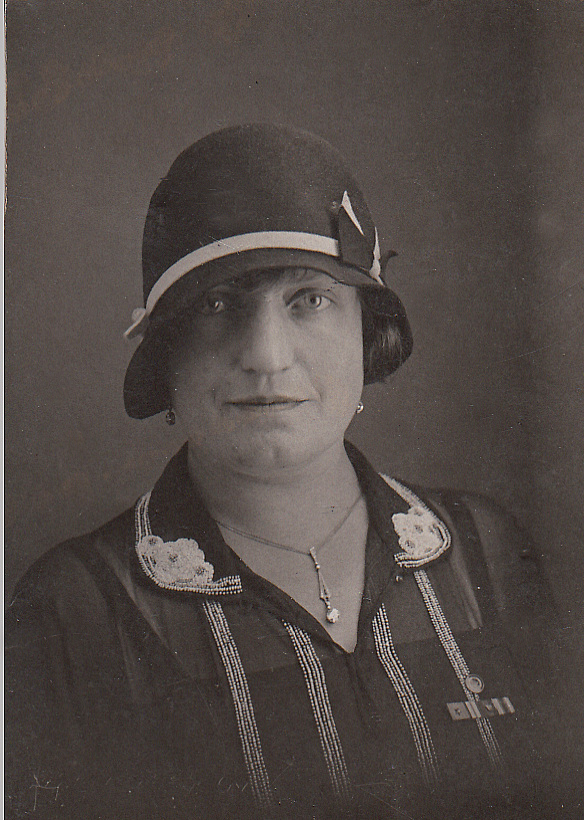
Louisa in de jaren 1930
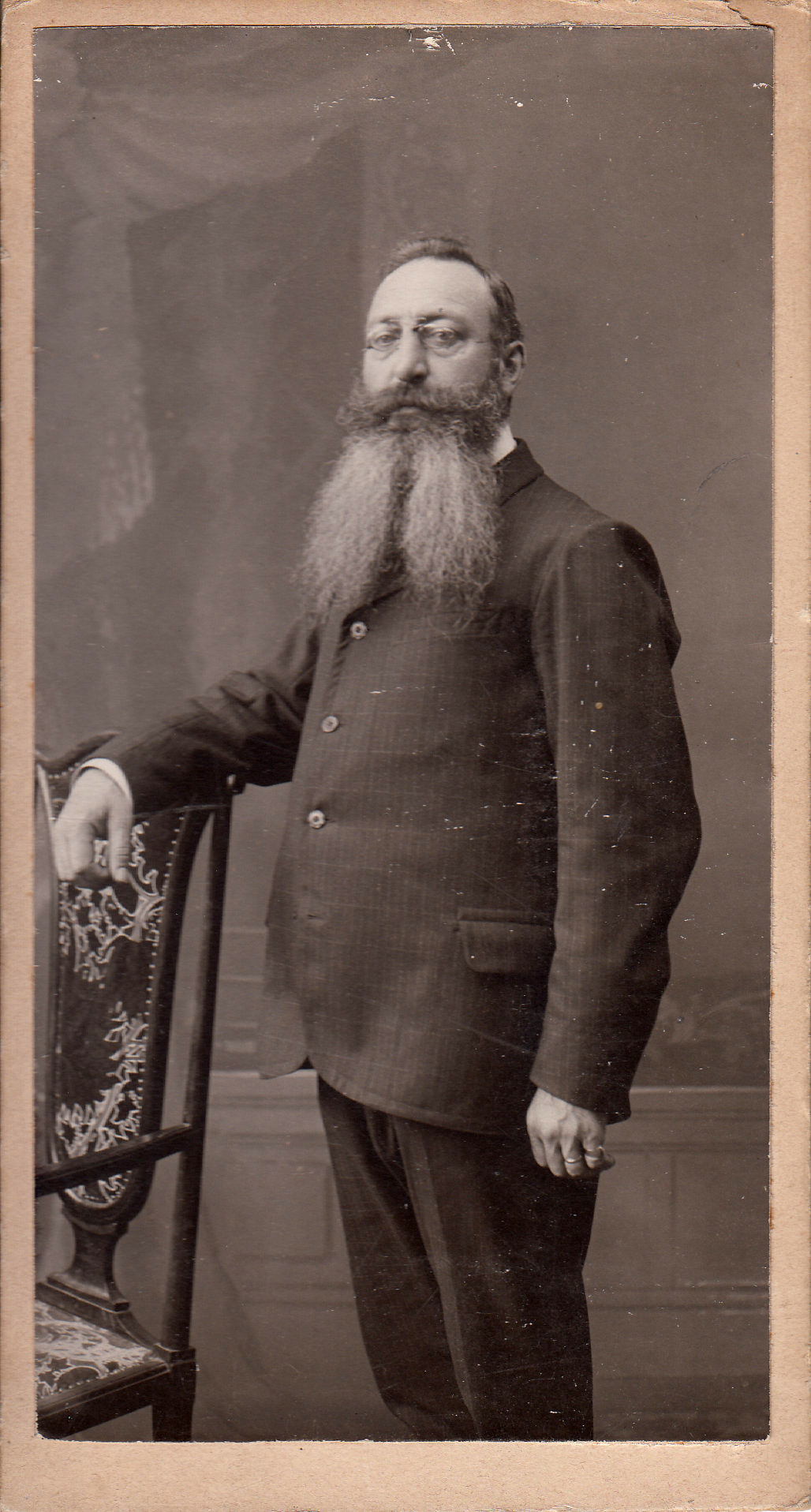
Théophile d'Havé rond 1912